# Анна Мария Мартиноци
Анна Мария Мартиноци (на италиански: Anna Maria Martinozzi; * 1637, Рим, Папска държава; † 4 февруари 1672, Париж, Кралство Франция) е една от Мазаринетките, т.е. племенничките на кардинал Мазарини.

## Произход
Тя е дъщеря на Джироламо Мартиноци, маркграф на Фано, и на сестрата на кардинал Мазарини, Лаура Маргерита Мазарино. Сестра е на Лаура Мартиноци (* 1639, † 1687), съпруга на Алфонсо IV д'Есте, херцог на Модена и Реджо, чиято дъщеря Мария Беатриче д'Есте става кралица на Англия. 

## Биография
Пристигайки във Франция след вуйчо си, още на 10-годишна възраст Анна Мария очарова с красотата и русата си коса. Нейният вуйчо първоначално иска тя да се омъжи за херцога на Кандал, но херцогът предпочита да не бърза да се жени. Така Анна Мария се омъжва за принц Арман дьо Бурбон-Конти на 21 февруари 1654 г. и вуйчо ѝ ѝ дава зестра от 600 000 лири. Бракът е уреден от вуйчо ѝ по повод споразумението от Пезенас (20 юли 1653 г.), с което принцът на Конти е приет отново във Франция и в двора, след като е обявен за виновен в предателство за активното си участие в Благородническата фронда. Този брак се сторва на вуйчо ѝ добра възможност да се помири с едно от семействата, които вече са били най-враждебни по време на периода на Фрондата. Той дава на младоженеца, като сватбен подарък, 200 000 талера и господството на Гиен. 
От юни 1654 г. принцът трябва да напусне Анна Мария, за да поеме командването в Каталония (до 1659 г. Франция участва във Френско-испанската война, която продължава след Вестфалския мир (24 октомври 1648 г.)). Тя не го вижда отново до 30 ноември 1656 г., когато се присъединява към него в замъка му Гранж де Пре близо до Пезенас, където принцът се готви да открие Генералните щати на Лангедок, но той трябва да я остави отново в пролетта на 1657 г. за подновяване на войната в Испания.
След като се възстановява от тежка болест, Анна Мария търси утеха в религията и става благодетелка. Тя също повлиява на съпруга си, който възстановява Гиен, опустошен по време на периода на Благородническата фронда. 
Принцесата овдовява през 1666 г. Умира от инсулт шест години по-късно на 35-годишна възраст. Тялото ѝ е погребано в църквата на Сент Андре дез Арк, където двамата ѝ сина имат гробница, построена от скулптора Франсоа Жирардон, докато сърцето ѝ е оставено в Кармелитската църква на ул. „Сен Жак“ в Париж.
В завещанието си тя урежда образованието на децата си да бъде поверено на тяхната леля, херцогинята на Лонгвил, и назначава чичо им Луи II дьо Бурбон, принц на Конде, за техен настойник. Голяма част от нейното наследство отива при бедните и слугите, а зестрата ѝ е до голяма степен върната.

## Брак и потомство
∞ 21 февруари 1654 в Париж за принц Арман дьо Бурбон-Конти (* 11 октомври 1629, Париж; † 12 февруари 1666, Пезенас), син на Анри II дьо Бурбон-Кондè и на Шарлота Маргарита дьо Монморанси, от когото има двама сина:
- Луи Арман I дьо Бурбон-Конти (* 4 април 1661, Париж; † 9 ноември 1685, Версайски дворец), 2-ри принц на Конти и принц по кръв; ∞ 16 януари 1680 в замъка на Сен Жармен ан Ле за Мария-Анна дьо Бурбон (* 2 октомври 1666, Версайски дворец; † 3 май 1739, Париж), дъщеря на крал Луи XIV и на Франсоаз-Луиза дьо ла Валиер, от която няма деца
- Франсоа Луи дьо Бурбон-Конти, наречен льо Гран Конти (* 30 април 1664, Париж; † 9 февруари 1709, пак там), 3-ти принц на Конти, принц на Ла Рош сюр Йон, граф на Ла Марш и на Клермон; ∞ 28 юни 1688 във Версайския дворец за Мария-Тереза дьо Бурбон-Конде (* 1666, † 1732), дъщеря на братовчед му Анри III дьо Бурбон-Конде и на Анна-Хенриета фон Пфалц-Зимерн, от която има четирима сина и три дъщери.